# Cheadle (Alberta)
Cheadle est un hameau (hamlet) du Comté de Wheatland, situé dans la province canadienne d'Alberta.

## Démographie
En tant que localité désignée dans le recensement de 2011, Cheadle a une population de 84 habitants dans 29 de ses 30 logements, soit une variation de 21.7% avec la population de 2006. Avec une superficie de 0,173 2 km2, le hameau possède une densité de population de 484,988 5 hab/km2 en 2011.
Concernant le recensement de 2006, Cheadle abritait 69 habitants dans 27 de ses 27 logements. Avec une superficie de 0,173 2 km2, le hameau possédait une densité de population de 398,4 hab/km2 en 2006.